# Burovo
Burovo (cyr. Бурово) – wieś w Serbii, w mieście Belgrad, w gminie miejskiej Lazarevac. W 2011 roku liczyła 448 mieszkańców.